# 백악기-고진기 대멸종

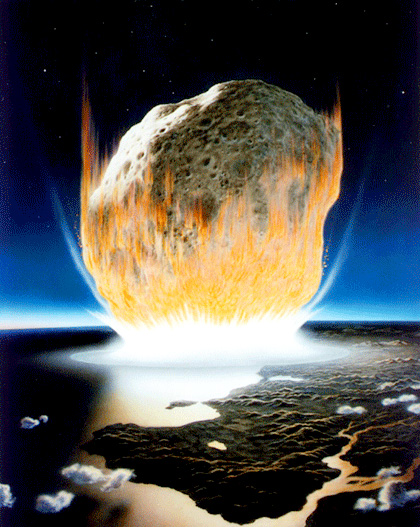

백악기-고진기 대량절멸(Cretaceous–Paleogene extinction event) 또는 백악기-제3기 대량절멸(Cretaceous–Tertiary extinction event)은 약 6600만년전 백악기 마스트리흐트절 말에 일어나, 지질학적으로 짧은 기간내에 동식물의 여러 종이 대량절멸을 한 사건을 가리킨다. 백악기와 고진기를 가리키는 약자 K(←독일어: Kreidezeit)와 Pg를 써서 K-Pg 멸종 또는 제3기를 가리키는 약자 T를 써서 K-T 대량절멸 등으로도 불린다.

## 개념
지질학적 표지로서, 세계 각지에서 흔히 발견되는 가느다란 침전 띠인 K-Pg 경계와 관련이 있다. 새를 제외한 공룡 화석은 오직 K–Pg 경계 아래에서만 발견되는데, 이는 새를 제외한 공룡은 이 경계 사건 동안 멸종했음을 뜻한다. 매우 적은 수의 공룡화석이 K–Pg 경계 위에서 발견되지만, 이는 재가공(reworked)으로 설명된다. 즉, 화석이 원래 위치에서 침식되었다가 이후 퇴적물에 의해 보존되었다는 뜻이다. 모사사우르스류(Mosasaur), 수장룡(Plesiosaur), 익룡(Pterosaur)과 더불어 수많은 식물 및 무척추동물이 멸종되었다. 일부 멸종했으나 포유류 계통(Mammalian clade)은 이 경계에서 살아남았고, 마아스트리히트절 계통(Maastrichtian clade)은 이 경계를 잘 넘겨 진화방사(Evolutionary radiation)를 이루었다. 멸종 비율과 방사는 계통의 종류에 따라 다르다.

## 원인
과학자들은 과학적 방법을 통해 K-Pg 대멸종이 하나 혹은 그 이상의 파국적 사건, 예를 들어 (칙술루브 충돌구(Chicxulub crater)와 같은) 대량 운석 충돌이나, 화산 활동의 증가 등이 원인이라고 이론화했다. 몇몇 충돌구와 데칸 트랩(Deccan Traps)과 같은 대량 화산 활동은 대멸종 사건과 대략 일치한다. 이러한 지질학적 사건은 태양광을 줄이고 광합성을 방해하여 생태계에 큰 붕괴를 가져올 수 있다. 다른 연구가들은 해수면의 변화나 기후변동으로 인해 대멸종이 더 점진적인 사건이라고 주장한다. 2010년 3월 4일, 41명의 과학자 패널은 칙술루브 충돌구가 대량 멸종의 원인이 되었다고 인정하였다.

## 같이 보기
- 신생대
- 백악기
- 백악기-고진기 경계
- 칙술루브 충돌구

## 참고 자료
- 「지구환경 변화사와 해저자원」, 중생대 말 대멸종과 지구환경변화, 편집부 저, 한국해양연구소(1999년, 11~27p)
- 「세계가 주목하는 과학 대가설」, 고생물학자 데이비드 라우프(David Raup)와 잭 셉코스키(Jack Sepkoski), 야자와 사이언스 오피스 저, 김교훈 역, 가람기획(2003년, 120~131p)